# 亚历山德拉·黎
亚历山德拉·黎（2004年5月3日—），哈萨克斯坦女子射击运动员，2023年亚洲射击锦标赛女子50米步枪三姿银牌得主和女子50米步枪卧射团体铜牌得主、2024年夏季奥林匹克运动会混合团体10米气步枪铜牌得主。